# Такуаритуба
Такуаритуба (порт. Taquarituba) — муниципалитет в Бразилии, входит в штат Сан-Паулу. Составная часть мезорегиона Итапетининга. Входит в экономико-статистический микрорегион Итапева. Население составляет 24 528 человек на 2006 год. Занимает площадь 447,085 км². Плотность населения — 54,9 чел./км².

## История
Город основан 16 августа 1886 года.

## Статистика
- Валовой внутренний продукт на 2003 составляет 135.273.673,00 реалов (данные: Бразильский институт географии и статистики).
- Валовой внутренний продукт на душу населения на 2003 составляет 5.790,58 реалов (данные: Бразильский институт географии и статистики).
- Индекс развития человеческого потенциала на 2000 составляет 0,741 (данные: Программа развития ООН).

## География
Климат местности: субтропический. В соответствии с классификацией Кёппена, климат относится к категории Cfa.

## Галерея

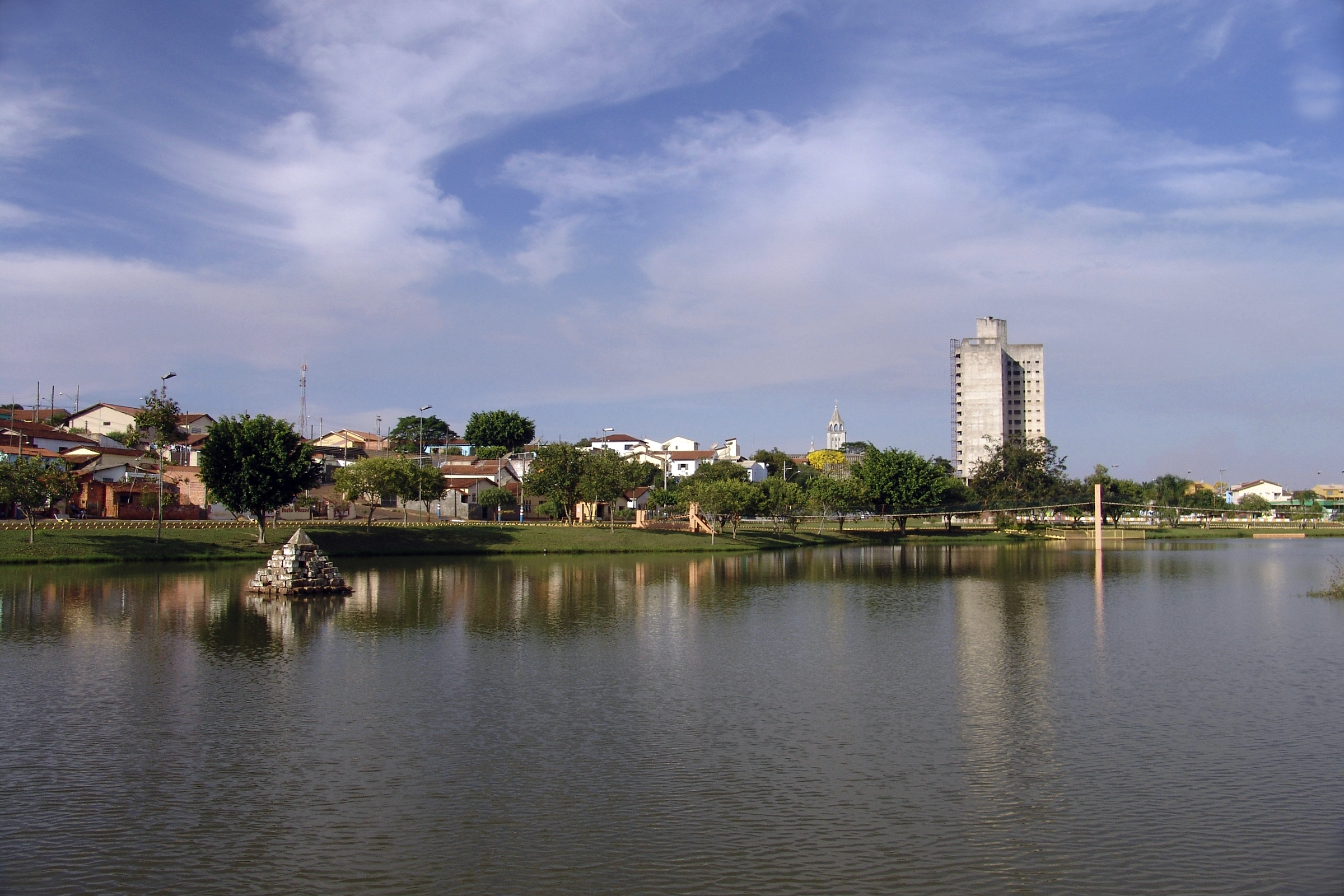
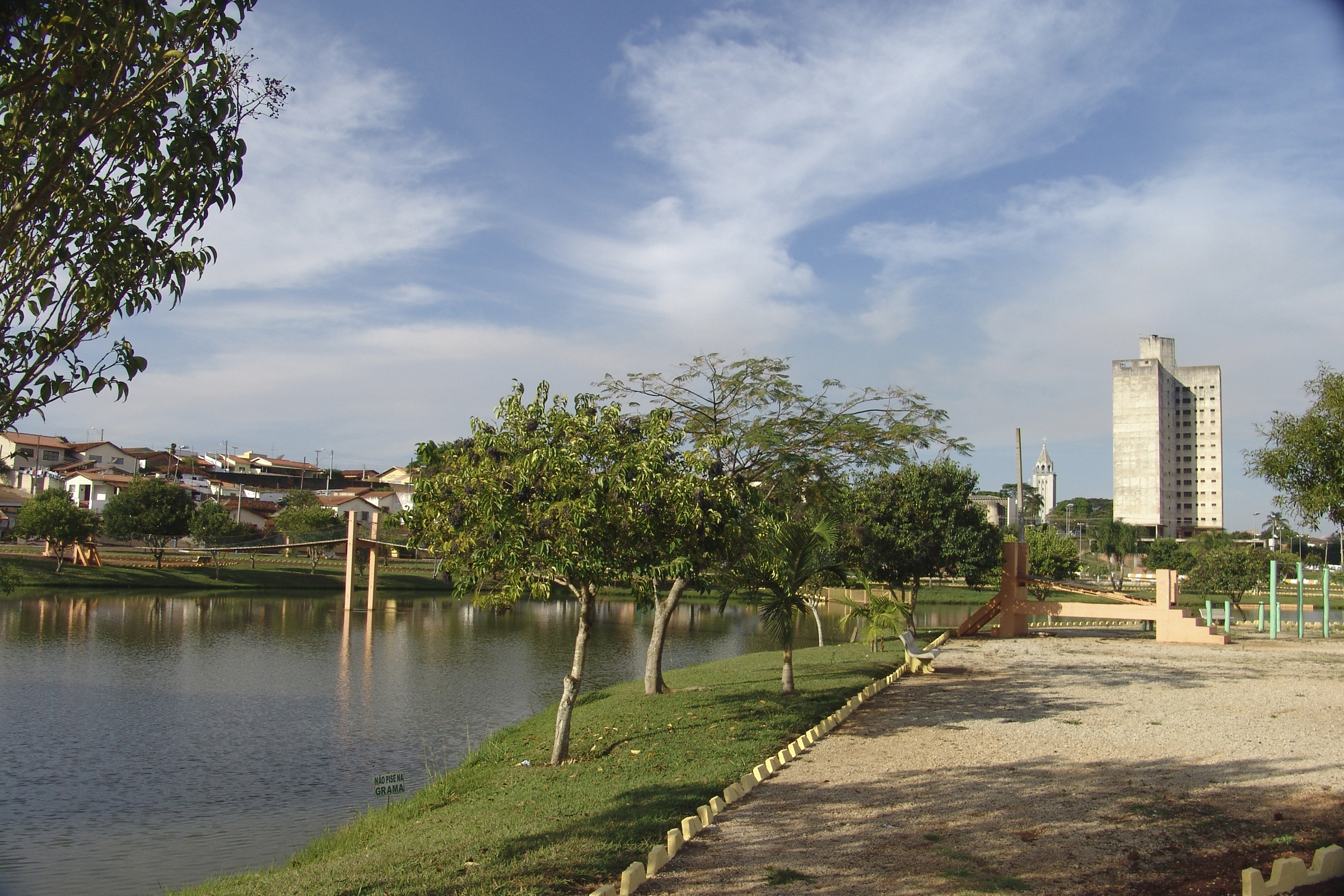
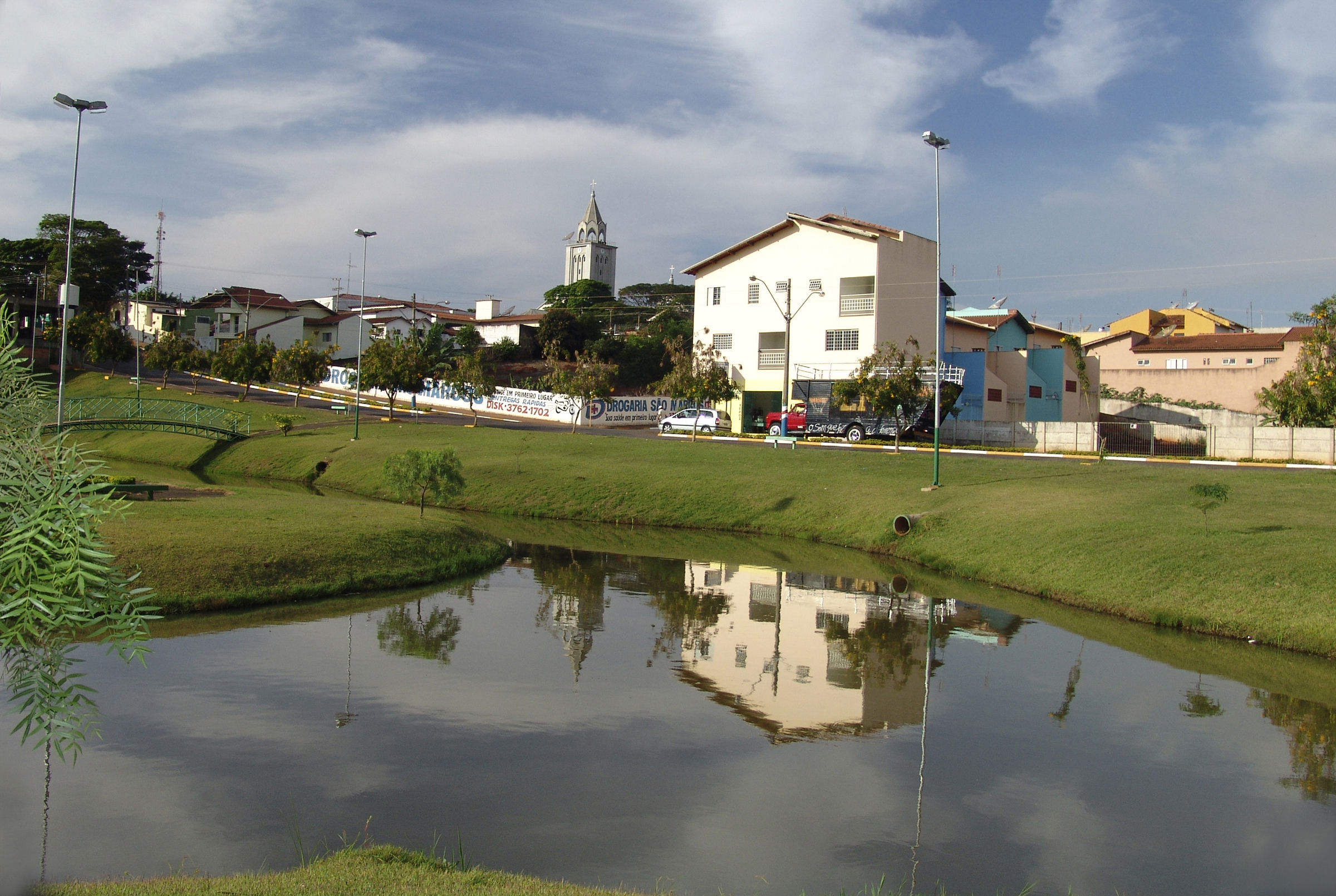
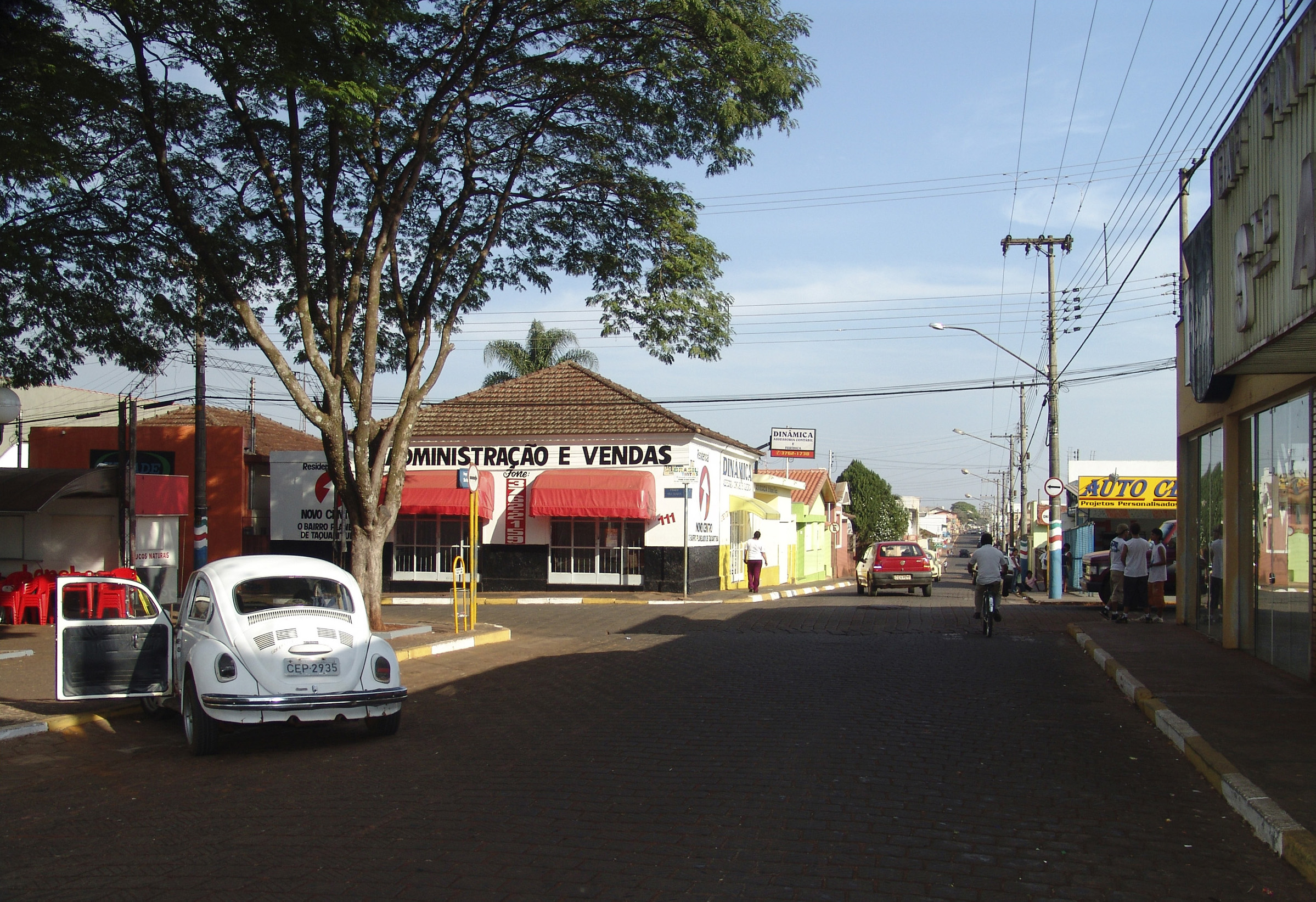